# 玉山機場
玉山機場，今址為江西上饒市玉山縣玉山五里洋機場紀念埤，抗日戰爭時浙江衢州機場的备用機場，1934年建。1942年开始，美國第十四航空隊派驻一个五人小组，直至日本投降后撤离。1945年日本在湖南芷江受降，原定在江西玉山機場受降，因大雨沖刷跑道，改在芷江。